# Yu Kawamura
Yu Kawamura (河村 優 Kawamura Yu?), född 1 december 1980 i Shizuoka prefektur, är en japansk före detta fotbollsspelare.
Kawamura började sin karriär 1999 i Consadole Sapporo. 2001 blev han utlånad till Mito HollyHock. 2002 blev han utlånad till Avispa Fukuoka. Han gick tillbaka till Consadole Sapporo 2003. Efter Consadole Sapporo spelade han för Okinawa Kariyushi FC och Shizuoka FC. Han avslutade karriären 2009.